# Felsőmarác
Felsőmarác község Vas vármegyében, a Körmendi járásban.

## Fekvése
Az Őrség és a Kemeneshát tájegységek határvidékén fekszik, Körmendtől néhány kilométerre délnyugatra. Közúton csak a 74 172-es számú mellékúton érhető el, amely Csákánydoroszló közigazgatási területének déli szélén ágazik ki a 7451-es útból és jó 6 kilométer megtétele után Ivánc déli részén torkollik vissza ugyanoda.

## Története
Neve a szláv moravci (morva emberek) ered. Másik ugyanilyen nevet viselő település a muravidéki Alsómarác (ma Moravske Toplice). Első okleveles említése Morouch néven 1258-ból való (Alsómarácot is ugyanezzel a névvel említik 1366-ban).
A Csákánydoroszlóból Felsőmarácra vezető út közelében, az úttól jobbra kereszt jelzi az egykori Tótfalu helyét. A török időkben kisebb váracska állt itt. Ma már csak a helye látszik.

## Közélete

### Polgármesterei
- 1990–1994: Török István (független)[3]
- 1994–1998: Török István (független)[4]
- 1998–2002: Török István (független)[5]
- 2002–2006: Török István (független)[6]
- 2006–2010: Sütő Kálmán (független)[7]
- 2010–2014: Sütő Kálmán (független)[8]
- 2014–2019: Sütő Kálmán (független)[9]
- 2019–2024: Tóth László (független)[10]
- 2024– : Horváthné Tánczos Szilvia (független)[1]

## Népesség
A település népességének változása:
| Lakosok száma | 233  | 220  | 227  | 240  | 253  | 259  | 265  |
|               | 2013 | 2014 | 2015 | 2021 | 2022 | 2023 | 2024 |

A 2011-es népszámlálás során a lakosok 90,3%-a magyarnak, 3,2% németnek, 0,4% horvátnak mondta magát (7,7% nem nyilatkozott; a kettős identitások miatt a végösszeg nagyobb lehet 100%-nál). A vallási megoszlás a következő volt: római katolikus 76,9%, református 1,2%, evangélikus 0,8%, felekezet nélküli 7,3% (13,8% nem nyilatkozott).
2022-ben a lakosság 86,2%-a vallotta magát magyarnak, 7,5% németnek, 2% cigánynak, 0,4% románnak, 0,4% horvátnak, 0,8% egyéb, nem hazai nemzetiségűnek (11,5% nem nyilatkozott; a kettős identitások miatt a végösszeg nagyobb lehet 100%-nál). Vallásuk szerint 52,6% volt római katolikus, 2% református, 1,6% evangélikus, 0,8% görög katolikus, 9,1% felekezeten kívüli (33,6% nem válaszolt).